# Институт за јавно здравље Ниш
Институт за јавно здравље Ниш је државна здравствена установа из области превентивне здравствене заштите, најстарија здравствена установа ове врсте на Балкану, настала пре 110 година као Пастеров завод у Нишу 7. јуна 1900.
Овај Институт је имао изузетан историјски и здравствено-културни значај за развој здравствене заштите, не само југоисточне Србије, већ и већег дела Балкана, и представљао је
камен темељац превентивне медицине у Србији. Институт за јавно здравље Ниш настао је и развијао се кроз више од једног века на „темељима“ Пастеровог завода у Нишу, основаног 7. јуна 1900. као прве превентивне здравствена установа у Краљевини Србији и на Балкану и претече данашњег Института за јавно здравље Ниш који наставља традицију овог познатог и славног завода.

## Називи
Пастеров завод у Нишу (1900—1923), Епидемиолошки завод у Нишу (1923—1826), Хигијенски завод Краљевине Југославије у Нишу (1926—1961), Завод за здравствену заштиту у Нишу (1861—1979), Завод за заштиту здравља у Нишу (1979—1984), Самоуправно организована здравствена радна организација радника повезаних заједничким интересима у јединственом процесу рада - РО Завода за заштиту здравља Ниш (1984—1998), Институт за заштиту здравља у Нишу, у саставу СОУР Клинички центар Ниш (1998—2006), Институт за јавно здравље Ниш (2006—).

## Историја
Институт за јавно здравље Ниш, имао је бурну историју кроз више од једног века постојања и рада. Институт је настао на „темељима“ Пастеровог завода у Нишу, основаног 7. јуна 1900. као прве превентивне здравствене установе у Нишу, Краљевини Србији и на Балкану.

### Пастеров завод
На иницијативу пуковника др Михајла-Мике Марковића, у то време Начелника Санитетског одељења Министарсва војног Краљевине Србије., званично, после почетних потешкоћа, дана 25. децембра 1900. одлуком Министарства војске новооснован завод добија и званично име Краљевски војни Пастеров завод у Нишу, за справљање „Антирабичне емулзије“ за превентивно пелцовање против беснила са одељењем за справљање „анималне лимфе“ тако да је практично завод званично отворен 1. јануара 1901, За првог управника постављен је др Драгутин Петковић.
За малу, неразвијену и сиромашну земљу каква је Краљевина Србија у то време била, и у којој је преко 80% становништва било неписмено, оснивање Пастеровог завода имало је ваелики значај за даљи развој Краљевине Србије као земље у којој се развијала модерне здравствене заштите и подизао нивоа здравствене културе народа, који је крајем 19. века изашао из вишевековног ропства под Турцима. Вишегодишњу заосталост у економском социјалном и друштвено развоју Кнежевине Србије пратила је и здравствена непросвећеност, и „владавина“ бројних заразних болести. Оснивањем и почетком рада Пастеровог завода постигнути су почетни, основни циљеви као што су: прекид увоза анималне лимфе уз укључивање домаћих стручњака у изради анималне лимфе и лечењу уједених од бесних животиња коришћењем вакцине произведене у домаћим условима.
Ево како стање и рад завода 26. јуна 1902. описује; са великим одушевљењем; његов оснивач др Марковић, (чија биста поносно краси простор испред Пастеровога завода од септембра месеца 2010. захваљујући иницијативи припадника Института за јавно здравље Ниш):
...„у заводу друга друга слика. У Нишу, у Србији. Болнички каплар прозива поименце болеснике из главне болесничке књиге, редов болничар приводи их по реду лекару. И лекар и болничари имађаху на себи чисте као снег беле пикетске капуте закопчане до грла. Децу је примао болничар из родитељских руку и држао их на свом крилу за време пелцовања, причајући им и тепајући им... Директор (нап. др Драгутин Петковић), је озбиљно и с највећом пажњом вршио пелцовање. Из дубине душе био сам потресен овим призором. Срце ми је играло од радости, јер доживех да видим успешан резултат мога заморног и трудног рада“...
Током 1904. долази до проширења делатности Пастеровог завода, и те године почело је са радом бактериолошко одељење и дезинфекционо одељење и одржан први курс за дезинфекторе у Србији. У периоду до почетка Првог светског рата центарално место у раду Пастеровог завода у Нишу заузимала је производња вакцине против беснила и лечење лица угрожених од ове болести, производња анималне лимфе и сузбијање великих богиња као и бактерилошко-хигијенски и хемијски рад.
Завршетак Првог светског рата Пастеров завод у Нишу дочекао је опљачкан без свега што је за стручни рад било потребно. Захваљујући великом ентузијазму запослених он врло брзо креће са интензивним стручним радом, и развија сопствену методу за лечење беснила која је у стручном свету била позната по имену тадашњег управника др Герасима Аливизатоса (метода по Алвизатосу).

### Реорганизација1919. -1941.
Указом од 3. новембра 1918. установљено је Министарство народног здравља, Краљевине Југославије које је организовано уредбом од 17. децембра 1920. и Законом о устројству министарства народног здравља од 25. новембра 1921.. Дана
Дана 14. октобра 1923. Пастеров завод је прерастао у Епидемиолошки завод у Нишу, и практично престао да постоји. Епидемиолошки завод у Нишу који поред преузетих обавеза и задатака Пастеров завод у Нишу (производња антитифусне и анти дизентеричне вакцине), обавља и послове на проучавању и сузбијању оних заразних болести које су се често јављале у то доба у Краљевини Југославији. У том смислу завод је располагао и опремом која му је омогућавала врло квалитетан теренски рад.
Започиње нова реформа здравства која траје до 1929. Оснива се Централни хигијенски завод у Београду, као највиши превентивномедицински орган а Епидемиолошки завод у Нишу у току 1926. постао први Хигијенски завод у Краљевини Југославији.
...„Као што је Централни хигијенски завод био стручни орган Министарства социјалне политике и народног здравља Краљевине Југославије, тако су и хигијенски заводи били органи и установе социјалне и здравствене управе органи краљевских банских управа. Они су са свим подручним хигијенским установама били потчињени бану. Он је вршио хигијенску службу посредством Хигијенског завода, а директор Завода је био стручни органза питања хигијене при Краљевској банској управи... Бан им је, ценећи локалне прилике, могао придодати станицу за сузбијање трахома, станицу за сузбијање венеричних болести, станицу за сузбијање маларије, општу амбуланту за сиромашно становништво и болничко одељење “...
У делокруг послова хигијенских завода па и Нишког спадали су сузбијање заразних болести, асанација села, надзор над намирницама за живот, контрола лекова биолошког порекла, лична, социјална и генеративна хигијена, проучавање народа, испитивање и сузбијање заразних болести, организација, оснивање и надзор над свим хигијенским установама на подручју банске управе.
За извршавање ових задатака до 1941. Хигијенски завод је у свом саставу имао следећа одељења:
- бактериолошко-серолошко,
- антирабично,
- хемијско,
- санитарно-техничко и
- одељење за медицинску статистику из кога ће потећи сва даља социјално-медицинска делатност.
- одељења за здравствену заштиту матера и деце,
- одељење за здравствену заштиту школске деце и
- одељење за сузбијање кожних и венеричних обољења,

Хигијенски завод пред почетка Другог светског рата прати и рад свих домова народног здравља, антитуберкулозног диспанзера и других социјално-медицинских установа у Нишу и околини.

### Од Хигијенског завода до Института за јавно здравље
Након окончања Другог светског рата у Југославији Хигијенски завод у Нишу се као и остале сличне установе у земљи нашао у тешкој ситуацији без стручног кадра, основне опреме и средстава за рад у окружењу у коме су владале бројне заразне болести (пегави тифус, туберкулоза, трбушни тифус и др.). У првим послератним данима Хигијенског завод почиње рад са укупно 20 радника и само два лекара. По убрзаном поступку започело је обучавање и школовање постојећег и будућег кадра, чему је значајно допринело и отварање Медицинске школе „Миленко Хаџић“, у Нишу (као ризнице кадрова за попуну Хигијенског завода), тако да крајем четрдесетих и почетком педесетих година 20. века у Заводу раде шест одељења:
- бактериолошко-епидемиолошко,
- социјално-медицинско,
- санитетско- техничко,
- хемијско,
- одељење за за заштиту школске деце и
- одељење за сузбијање туберкулозе.

На крају 1948. Хигијенски завод је постао обласна превентивна установа за нишку област, и води бригу 1.079.434 становника. У истој области поред Завода делују и Сантарно-епидемиолошке станице у Врању, Пироту и Лесковцу.
Око 1950. Хигијенски завод се просторно проширио усељењем у нову зграду, опремљену новом опремом и попуњава недостајућим техничарима и четворицом лекара. Али нажалост због великог интересовања лекара за куративне гране медицине, долази до осипања кадра тако да 1952. Завод ради само са четворицом лекара. Консолидација осиромашене службе Завода трајаће око 7 година, након које даљи рад Хигијенски завод наставља са 10 лекара. Оснивањем Медицинског факултета у Нишу 1960. Хигијенски завод у Нишу постаје њихова наставна база, а Медицински факултет значајно доприноси унапређењу рада ове установе како у кадровском тако и у стручном погледу.
На основу Закона о здравственој заштити и здравственој служби Народне Републике Србије од 23. јуна 1961. Хигијенски завод у Нишу, (који је под тим називом функционисао од 1926, прераста у Завод за здравствену заштиту у Нишу и проширује своје епидемиолошке, хемијске, микробиолошке, вирусолошке, паразитолошке, санитарно-техничке, статистичко-извештајне и социјално-медицинске активности. Право оснивача Завода 1965. прелази у надлежност Медицинског факултета у Нишу.
Године 1971, Завод је поново реорганизован и подељен у две самосталне установе:
- Институт за хигијену, епидемиологију и микробиологију и
- Институт за социјалну медицину.

Након шест година (1977) ове две самосталне установе се поново обједињавају у Завод за здравствену заштиту у Нишу.
Законом о здравственој заштити СР Србије из 1979. Завод за здравствену заштиту прераста у Завод за заштиту здравља у Нишу, а од 1984. ради као самостална Самоуправно организована здравствена радна организација радника повезаних заједничким интересима у јединственом процесу рада - РО Завода за заштиту здравља Ниш, у саставу СОУР Клинички центар Ниш.
РО Завода за заштиту здравља Ниш у саставу СОУР Клинички центар Ниш, своју делатност тих година обавља у пет сектора:
- Сектора за социјалну медицину,
- Сектора за епидемиологију,
- Сектора за микробиологију са паразитологијом,
- Сектора за хигијену и заштиту животне и радне средине и
- Службе за заједничке послове.

Након распада СФР Југославије почетком деведесетих година 20. века и преласком надлежности на Министарство здравља Владе Србије од 10. фебруара 1998. РО Завода за заштиту здравља Ниш у саставу СОУР Клинички центар Ниш прерасла је у Институт за заштиту здравља у Нишу, у коме се 2003. оснива и Сектор за промоцију здравља чиме је и здравствено-васпитни рад добио форму која омогућава модеран приступ и унапређење ових активности у Нишавском и Топличком округу.
Крајем 27. децембра 2006, на основу Закона о здравственој заштити Србије („Службени гласник РС“, број 107/05), Институт за заштиту здравља Ниш поново мења свој назив овога пута у Институт за јавно здравље Ниш са седиштем у Нишу, Булевар др Зорана Ђинђића број 50.

## Организациона структура
| Организационе јединице                                                   | Одсеци, одељења, службе |
| ------------------------------------------------------------------------ | --- |
| Центар за промоцију здравља                                              | - Одсек за промоцију здравља у заједници - Одсек за здравствену едукацију - Одсек за промоцију правилне исхране |
| Центар за анализу, планирање и организацију здравствене заштите          | - Одсек за анализу, планирање и организацију здравствене заштите - Одсек за квалитет и економику у здравству |
| Центар за информатику и биостатистику у здравству                        | - Одсек за биостатистику и анализу здравствених показатеља - Одсек за статистику здравствене службе - Одсек за здравствену информатику |
| Центар за контролу и превенцију болести                                  | - Одсек за контролу и превенцију незаразних болести - Одсек за цревне заразне болести и здравствени надзор - Одсек за респираторне заразне болести, оперативну евиденцију и епидемиолошку биостатистику - Одсек за превенцију хоспиталних инфекција и клиничку епидемиологију - Одсек за векторске заразне болести, зоонозе и ДДД послове - Одсек за спречавање и сузбијање полнопреносивих инфекције и хепатите - Одсек за имунопрофилаксу |
| Центар за хигијену и хуману екологију                                    | - Служба за здравствену исправност намирница - Одељење за хуману екологију и - Одсек за пријем узорака и издавање резултата |
| Центар за микробиологију                                                 | - Служба за бактериологију, - Служба за паразитологију и микологију у оквиру које се образују лабораторије: - Служба за вирусологију у оквиру које се образују лабораторије: - Одељење за пријем материјала - Одељење за припрему хранљивих подлога и стерилизацију |
| Служба за правне, економско-финансијске, техничке и друге сличне послове | - Одељење за правне и кадровске и опште послове, - Одељење за финансијску оперативу, књиговодство и фактурисање - Одсек за техничке и друге сличне послове - Одсек за кваслитет и набавку - Одсек за наставу и научноистраживачки рад |

## Задаци
У оквиру основних задатака у области високог школства, здравственог просвећивања, здравствене превенције, дијагностике и терапије заразних и незаразних болести, Институт за јавно здравље Ниш пружа услуге из следећих области здравствене делатности:
- Промоције здравља
- Епидемиологије
- Социјалне медицине
- Микробиологије са паразитологијом и вирусологијом
- Хигијене са заштитом животне и радне средине и
- Дезинфекције, дезинсекције и дератизације
- Научно истраживачки рад
- Изводи теоријску и практичну наставу за студенте медицине, стоматологије, фармације и Високе медицинске школе Медицинског факултета у Нишу;
- Изводи стручно усавршавање здравствених радника, здравствених сарадника и осталих радника;
- Спроводи контролу и унапређење квалитета здравствене заштите и надзор над стручним радом здравствених радника.